# 天頌苑巴士總站
天頌苑巴士總站（英語：Tin Chung Court Bus Terminus）位於新界元朗區天水圍天頌苑屋苑通道內，為一個露天坑狀巴士總站，現時沒有巴士路線以此為總站，但有3條專綫小巴路線途經。
雖然過海隧道巴士969C線以「天水圍（天頌苑）」為總站，但實際上並非停靠此站，而是在附近的天瑞路近天頌苑停站。

## 途經路線資料（專綫小巴）

### 新界區專線小巴77線
提供天水圍市中心、天頌苑、天瑞、天耀、朗屏及元朗市中心往來落馬洲轉車站的專線小巴服務。於1997年3月20日起配合落馬洲過境巴士服務啟用而開辦。現時本路線的客源主要是往返天水圍、朗屏及元朗市中心的市民。

### 新界區專線小巴79S線
- 天水圍市中心 ↔ 落馬洲管制站